# توزيعية

رسم يوضح التوزيعية

في الرياضيات، وبشكل خاص في الجبر التجريدي، التوزيعية (بالإنجليزية: Distributivity) هي إحدى الخاصيات التي يمكن للعملية الثنائية امتلاكها وهي تعميم لخاصية توزيع الضرب على الجمع في الجبر الابتدائي:
4 · (2 + 3) = (4 · 2) + (4 · 3)
لتكن المجموعة S ولنعرف عليها عمليتين ثنائيتين * و +. عندئذ:
- عملية توزيعية من اليسار left-distributive على العملية + إذا أياً كانت العناصر x و y وz من المجموعة S:

x * (y + z) = (x * y) + (x * z)؛
- * عملية توزيعية من اليمين right-distributive على العملية + إذا, أياً كانت العناصر x, y, وz من المجموعة S:

(y + z) * x = (y * x) + (z * x)؛
- * عملية توزيعية distributive على العملية + إذا كانت توزيعية من اليمين وتوزيعية من اليسار على العملية +.

## أمثلة
- ضرب الأعداد هو عملية توزيعية على جمع الأعداد لطيف متنوع من الأعداد مثل الأعداد الطبيعية والأعداد المركبة والأعداد الحقيقية.
- ضرب المصفوفات هو عملية تجميعية على جمع المصفوفات حتى لو لم تكن عملية الضرب هي عملية تبديلية.

## وصلات خارجية
- التبديلية
- التجميعية